# Antonio Cifariello
Antonio Cifariello (Napoli, 19 maggio 1930 – Lusaka, 12 dicembre 1968) è stato un attore e documentarista italiano.

## Biografia
Secondogenito dello scultore Filippo Cifariello (1864-1936) e della sua terza moglie, la prussiana Anna Maria Marzell, restò orfano di padre all'età di sei anni. Venne scoperto da un regista cinematografico, di passaggio a Napoli, città nella quale viveva. Stando alle testimonianze di chi lo conobbe, nel 1950 Cifariello era iscritto come socio sportivo al circolo "Canottieri Savoia", nel borgo marinaro Santa Lucia.

Cifariello e Rossana Podestà

Si diplomò quindi al Centro sperimentale di cinematografia di Roma, e nei primi film venne accreditato con lo pseudonimo di Fabio Montale. A partire da Eran trecento (1952), per la regia di Gian Paolo Callegari, seguì una rapida ascesa, grazie a lungometraggi come Villa Borghese (1953) di Vittorio De Sica, in cui interpretò l'episodio Serve e soldati, e L'amore in città (1953), nell'episodio Agenzia matrimoniale, firmato da Federico Fellini.
Nella sua carriera recitò in numerosi film, caratterizzando il ruolo del giovane di bell'aspetto, seduttore, tipico della commedia all'italiana, e lavorando con altri registi famosi come Dino Risi, Luigi Comencini, Mario Camerini e Valerio Zurlini. Per quest'ultimo interpretò il suo personaggio migliore, quello del protagonista ne Le ragazze di San Frediano (1954), per poi affiancare Vittorio De Sica e Sophia Loren in Pane, amore e... (1955), e Virna Lisi in La donna del giorno (1956).
Prese parte ad alcuni sceneggiati televisivi, tra cui Il dottor Antonio (1954), dall'omonimo romanzo di Giovanni Ruffini, e Le avventure di Nicola Nickleby (1958), tratto da un'opera di Dickens. 

Cifariello e Sophia Loren

All'inizio degli anni sessanta interpretò alcuni ruoli in Spagna e negli Stati Uniti. Il suo penultimo film fu I figli del capitano Grant (1962), prodotto dalla Walt Disney, per la regia di Robert Stevenson. Interpretò il protagonista (un soldato dell'ARMIR che cerca di rimpatriare) nella commedia polacca Giuseppe w Warszawie, tuttora considerata un caposaldo della commedia in Polonia.
All'attività di attore affiancò negli anni sessanta quella di documentarista per la RAI, che lo portò a compiere numerosi viaggi in giro per il mondo. Proprio in uno di questi viaggi, perse la vita a soli 38 anni nello Zambia, a causa di un incidente aereo.

### Vita privata
Sposò Patrizia Della Rovere, allora nota come valletta del varietà televisivo Il Musichiere. Dal loro matrimonio nacque Fabio Cifariello, divenuto musicista. In seguito si legò sentimentalmente all'attrice Annie Gorassini.

## Filmografia
- Eran trecento... (La spigolatrice di Sapri), regia di Gian Paolo Callegari (1952)
- Africa sotto i mari, regia di Giovanni Roccardi (1953)[2]
- Agenzia matrimoniale, episodio di L'amore in città, regia di Federico Fellini (1953)
- Serve e soldati, episodio di Villa Borghese, regia di Gianni Franciolini (1953)
- Eva nera, regia di Giuliano Tomei (1953)
- Donne proibite, regia di Giuseppe Amato (1954)
- Carosello napoletano, regia di Ettore Giannini (1954)
- Le signorine dello 04, regia di Gianni Franciolini (1955)
- Le ragazze di San Frediano, regia di Valerio Zurlini (1955)
- La bella di Roma, regia di Luigi Comencini (1955)
- Racconti romani, regia di Gianni Franciolini (1955)
- Pane, amore e..., regia di Dino Risi (1955)
- I quattro del getto tonante, regia di Fernando Cerchio (1955)
- Suor Letizia, regia di Mario Camerini (1956)
- Peccato di castità, regia di Gianni Franciolini (1956)
- Noi siamo le colonne, regia di Luigi Filippo D'Amico (1956)
- La donna del giorno, regia di Francesco Maselli (1956)
- Operazione notte, regia di Giuseppe Bennati (1957)
- Souvenir d'Italie, regia di Antonio Pietrangeli (1957)
- Vacanze a Ischia, regia di Mario Camerini (1957)
- Amanti senza peccato, regia di Mario Baffico[2] (girato nel 1949-50 e distribuito nel 1957)
- La mina, regia di Giuseppe Bennati (1958)
- Le avventure di Nicola Nickleby, sceneggiato TV (1958)
- Giovani mariti, regia di Mauro Bolognini (1958)
- Resurrezione (Auferstehung), regia di Rolf Hansen (1958)
- Le bellissime gambe di Sabrina, regia di Camillo Mastrocinque (1958)
- L'amore nasce a Roma, regia di Mario Amendola (1958)
- Promesse di marinaio, regia di Turi Vasile (1958)
- Uomini e nobiluomini, regia di Giorgio Bianchi (1959)
- Ciao, ciao bambina! (Piove), regia di Sergio Grieco (1959)
- Costa Azzurra, regia di Vittorio Sala (1959)
- Brevi amori a Palma di Majorca, regia di Giorgio Bianchi (1959)
- Roulotte e roulette, regia di Turi Vasile (1959)
- Questo amore ai confini del mondo, regia di Giuseppe Maria Scotese (1960)
- A qualcuna piace calvo, regia di Mario Amendola (1960)
- I masnadieri, regia di Mario Bonnard (1961)
- Margarita se llama mi amor, regia di Ramón Fernández (1961)
- Jessica, regia di Jean Negulesco, Oreste Palella (1962)
- Quel nostro amore impossibile (La bella Lola), regia di Alfonso Balcázar (1962)
- I figli del capitano Grant (In Search of the Castaways), regia di Robert Stevenson (1962)
- Giuseppe a Varsavia (Giuseppe w Warszawie), regia di Stanislaw Lenartowicz (1964)

## Doppiatori
- Giuseppe Rinaldi in Noi siamo le colonne, Souvenir d'Italie, La mina, L'amore nasce a Roma, Le bellissime gambe di Sabrina, Uomini e nobiluomini, Brevi amori a Palma di Majorca, I masnadieri, I figli del capitano Grant
- Pino Locchi in Donne proibite, Vacanze ad Ischia, Giovani mariti, Costa Azzurra
- Carlo Giuffré in Pane, amore e...
- Enrico Maria Salerno in L'amore in città
- Luciano Melani in Le ragazze di San Frediano
- Nino Manfredi in La bella di Roma
- Renzo Palmer in La donna del giorno
- Aldo Barberito in Racconti romani